# Maō ni Natta no de, Dungeon Tsukutte Jingai Musume to Honobono Suru
Maō ni Natta no de, Dungeon Tsukutte Jingai Musume to Honobono Suru (魔王になったので、ダンジョン造って人外娘とほのぼのする) ist eine Romanreihe des japanischen Autoren Ryūyū, welche im Oktober 2016 als Webroman auf der Plattform Shōsetsuka ni Narō startete.
Das Werk, welches in den Gattungen Isekai, Harem, Adventure, Romantische Komödie und Action verortet werden kann, erfuhr im November 2017 eine Umsetzung als Light-Novel-Reihe. Im Mai 2018 folgte eine weitere Adaptation als Manga-Reihe. Sowohl die Light-Novel- als die Mangareihe erhielt eine englischsprachige Lokalisierung und erscheint unter dem Titel Now I’m a Demon Lord! Happily Ever After with Monster Girls in My Dungeon.
Die Geschichte folgt Yuki, der vor kurzem noch ein normaler Mensch war und als Dämonenkönig in eine Fantasywelt beschworen wird und dort als Herrscher seines eigenen Dungeons agiert. Neben dem Errichten eines eigenen Zuhause kommt er mit allerlei Personen und Monstern in Kontakt, wobei ihm manche freundlich, andere wiederum feindlich gesellt sind.

## Handlung
Yuki, bis vor kurzem noch ein normaler Mensch, wird in eine Welt beschworen. In dieser ist er nun der Dämonenkönig und Herrscher über einen eigenen Dungeon. Ein Dungeon ist in dieser Welt wie ein Lebewesen und Yuki ist mit seinem Dungeon mit einem Kern verbunden. So entsteht eine Symbiose zwischen den beiden: Sollte Yuki getötet werden, verschwindet der Dungeon; wird der Dungeon bezwungen stirbt Yuki.
Die erste Zeit in der neuen Welt verbringt Yuki damit, seinen Dungeon zu erweitern, was er mit sogenannten Dungeonpunkten bewerkstelligen kann. Diese erhält er für das erfolgreiche Ausführen von verschiedenen Aufgaben oder das Aufnehmen von Kreaturen als Vertraute. Die Welt außerhalb seines Dungeons scheint gefährlich, denn überall lauern Monster und tragen Kämpfe untereinander ums Überleben aus. Eines Tages trifft Yuki auf einen Drachen, welcher sich als Lefisios vorstellt und Yuki töten will. Yuki, der bemerkt hat, dass Lefisios eine Schwäche für Süßigkeiten hat, kann den Drachen mithilfe von Schokolade von seinem Vorhaben abbringen und verspricht, ihn weiter mit süßen Snacks versorgen, wenn er sein Leben verschont. Der Drache willigt ein und nimmt kurz darauf die Form eines menschlichen Mädchens ein.
So verbringen beide ein paar ruhige Tage zusammen: Yuki beschwört mit dem Schleimmonster Shī seinen ersten Vertrauten und stellt Waffen her. Eines Tages findet Yuki beim Jagen das schwerverletzte Vampirmädchen Iluna, die vor Sklavenhändlern in sein Gebiet floh, und behandelt ihre Verletzungen. Als das Mädchen wenige Tage später von eben diesen Sklavenhändlern entführt wird, machen sich Yuki und Lefi auf den Weg, um ihr jüngstes Familienmitglied zu retten. Yuki dringt in das Hauptquartier der Sklavenhändler ein und richtet ein Blutbad an. Sie schaffen es, Iluna zu befreien, und kehren in ihr Zuhause zurück.
Prinz Lute, der das Gebiet des Dämonenkönigs aufgrund seiner Reichtümer an sich reißen will, entsendet entgegen dem Wissen seines Vaters die Heldin Nell in das Gebiet, um den Dämonenkönig zur Strecke zu bringen. Dabei stellt sie sich als unbeholfen an, und Yuki kann sie davon überzeugen, dass er entgegen den Erzählungen kein böser Dämon ist. So freunden sie sich mit der Zeit an, woraufhin sich Yuki und Lefi etwas später als Abenteurer in der Königsstadt registrieren.

## Medien

### Webroman und Light-Novel-Reihe
Ryūyū startete die Reihe am 1. Oktober 2016 als Webroman auf der Plattform Shōsetsuka ni Narō.
Eine Umsetzung als Light-Novel-Reihe wird seit November des Jahres 2017 umgesetzt. Als Illustrator zeichnet Dabu Ryū für die Bebilderung der Romane verantwortlich. Die Romanreihe erscheint beim japanischen Verleger Fujimi Shobo.
Im Mai des Jahres 2022 gab der US-amerikanische Verleger J-Novel Club bekannt, dass man die Serie für eine englischsprachige Lokalisierung für Nordamerika lizenziert habe.
| Band | Veröffentlichung (Japan) | ISBN (Japan)            |
| ---- | ------------------------ | ----------------------- |
| 1    | 10. November 2017        | ISBN 978-4-04-072502-4. |
| 2    | 10. Mai 2018             | ISBN 978-4-04-072504-8. |
| 3    | 10. September 2018       | ISBN 978-4-04-072884-1. |
| 4    | 10. Januar 2019          | ISBN 978-4-04-073011-0. |
| 5    | 10. Mai 2019             | ISBN 978-4-04-073173-5. |
| 6    | 10. September 2019       | ISBN 978-4-04-073335-7. |
| 7    | 10. Januar 2020          | ISBN 978-4-04-073449-1. |
| 8    | 09. Mai 2020             | ISBN 978-4-04-073643-3. |
| 9    | 10. September 2020       | ISBN 978-4-04-073786-7. |
| 10   | 09. Januar 2021          | ISBN 978-4-04-073929-8. |
| 11   | 08. Mai 2021             | ISBN 978-4-04-074080-5. |
| 12   | 10. November 2021        | ISBN 978-4-04-074301-1. |
| 13   | 08. April 2022           | ISBN 978-4-04-074491-9. |
| 14   | 09. September 2022       | ISBN 978-4-04-074661-6. |
| 15   | 10. März 2023            | ISBN 978-4-04-074887-0. |
| 16   | 08. September 2023       | ISBN 978-4-04-075129-0. |
| 17   | 08. März 2024            | ISBN 978-4-04-075350-8. |

### Mangaserie
Eine Umsetzung als Mangaserie geschrieben von Note Tono mit Zeichnungen von Ryūyū startete im Mai des Jahres 2018 im Magazin Dragon Comics Age des Verlages Kadokawa Shoten. Diese wurden später in physischer Form im Tankōbon-Format veröffentlicht. Bis Dezember 2023 wurden neun Bände veröffentlicht.
Im Januar des Jahres 2023 gab der US-amerikanische Verleger J-Novel Club bekannt, die Mangareihe für eine englischsprachige Lokalisierung in Nordamerika lizenziert zu haben.
| Band | Veröffentlichung (Japan) | ISBN (Japan)            |
| ---- | ------------------------ | ----------------------- |
| 1    | 09. Januar 2019          | ISBN 978-4-04-073005-9. |
| 2    | 09. September 2019       | ISBN 978-4-04-073322-7. |
| 3    | 09. April 2020           | ISBN 978-4-04-073620-4. |
| 4    | 09. Dezember 2020        | ISBN 978-4-04-073902-1. |
| 5    | 08. Mai 2021             | ISBN 978-4-04-074104-8. |
| 6    | 09. Dezember 2021        | ISBN 978-4-04-074348-6. |
| 7    | 09. September 2022       | ISBN 978-4-04-074677-7. |
| 8    | 09. Mai 2023             | ISBN 978-4-04-074942-6. |
| 9    | 09. November 2023        | ISBN 978-4-04-075201-3. |
| 10   | 09. Juli 2024            | ISBN 978-4-04-075522-9. |
| 11   | 07. März 2025            | ISBN 978-4-04-075796-4. |

### Audiocomic
Mit der Herausgabe des zweiten Mangabandes wurde bekannt, dass das Werk eine Audiocomic-Umsetzung erhält. Als Sprecher sind unter anderem Yūya Hirose als Yuki und Momoyo Koyama als Efi zu hören.

## Besprechungen
Rebecca Silverman, Jean-Karlo Lemus und Christopher Ferris besprachen den ersten Mangaband für die Kolumne The Manga Guide von Anime News Network, wobei die Kritiken allesamt negativ ausfielen.
Negativ aufgefasst wurden unter anderem das kindlich wirkende Charakterdesign der weiblichen Protagonisten Iluna und Efis, wobei positiv angemerkt wurde, dass der männliche Hauptcharakter Yuki sich davon nicht sexuell angezogen fühlt. Die Handlung wird als Standard beschrieben, den Charakteren dabei jegliche Tiefe abgesprochen. Gelobt wurden die Übersetzer für den richtigen und effektiven Einsatz moderner Sprache in einer Geschichte, die in einer mittelalterlich anmutenden Fantasywelt spielt, wobei negativ angemerkt wurde, dass die Handlung keinerlei Informationen zur Hintergrundgeschichte des Hauptcharakters vor seinem Erwachen in dieser Welt liefere.